# 弗雷西
弗雷西（法語：Fressies，法語發音：[fʁɛsi]）是法国上法兰西大区北部省的一个市镇，位于该省中部偏东南，属于康布雷区。

## 地理
弗雷西（50°15'20"N, 3°11'40"E）面积4.73 平方千米，位于法国上法蘭西大區北部省，该省份为法国最北部的省份及最长的省份，西北濒北海，西接加来海峡省，南至埃纳省和索姆省，东与比利时接壤。
与弗雷西接壤的市镇（或旧市镇、城区）包括：费尚、阿邦库尔、欧邦舍勒欧巴克、欧比尼欧巴克、昂朗格莱、埃皮努瓦。

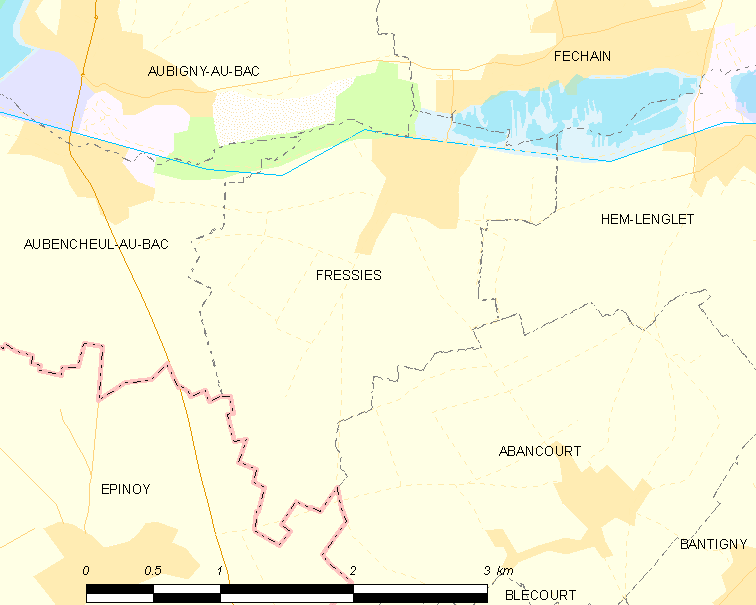
弗雷西的OSM定位图

弗雷西的时区为UTC+01:00、UTC+02:00（夏令时）。

## 行政
弗雷西的邮政编码为59268，INSEE市镇编码为59255。

## 政治
弗雷西所属的省级选区为康布雷县。

## 人口

1962-2008年间弗雷西人口变化图示

弗雷西于2022年1月1日时的人口数量为573人。